# Milan Menten
Milan Menten (* 31. Oktober 1996 in Bilzen) ist ein belgischer Radrennfahrer.

## Sportlicher Werdegang
Mit dem Wechsel in die U23 wurde Menton 2015 Mitglied bei Lotto-Soudal U23. Mit einer Reihe von Top10-Platzierungen, unter anderem mit Platz zwei bei Paris-Tours Espoirs, erhielt er nach drei Jahren einen Vertrag beim UCI Professional Continental Team Sport Vlaanderen-Baloise. In den drei Jahren beim Team konnte er immer wieder Platzierungen unter den Top 10 einfahren, ein Erfolg blieb ihm aber verwehrt.
Zur Saison 2021 wechselte Menton zum Team Bingoal WB. Für sein neues Team erzielte er bei der Kroatien-Rundfahrt 2021 seinen ersten Erfolg als Profi, als er die dritte Etappe gewann. Es folgte der Sieg beim Grand Prix de la Ville de Lillers 2022. 
Zur Saison 2023 kehrte Menten zu seinem Team aus der U23-Zeit zurück und wurde Mitglied bei Lotto Dstny. Im selben Jahr gewann er Le Samyn und belegte bei Rund um Köln Platz zwei. 2024 blieb er ohne Sieg, erzielte aber zahlreiche Top-10-Platzierungen, unter anderem als Dritter bei der Tour of Leuven.

## Erfolge
2014
- eine Etappe Trofeo Karlsberg

2017
- Mannschaftszeitfahren Okolo Jižních Čech

2021
- eine Etappe Kroatien-Rundfahrt
- Punktewertung Kreiz Breizh Elites

2022
- Grand Prix de la Ville de Lillers

2023
- GP Le Samyn

## Grand Tour-Platzierungen
| Grand Tour            | 2023 | 2024 |
| --------------------- | ---- | ---- |
| Giro d’ItaliaGiro     | –    | –    |
| Tour de FranceTour    | –    | –    |
| Vuelta a EspañaVuelta | 142  | –    |